# Telloglio-Stiftung
Die Teloglio Kunststiftung (griechisch Τελλόγλειο Ίδρυμα Τεχνών) ist ein Kunstmuseum in Griechenland mit Sitz in Thessaloniki.

## Zur Geschichte
Sie wurde 1972 gegründet und nach Nestor und Aliki Telloglou benannt, die ihre Kunstsammlung und ihren gesamten Nachlass der Aristoteles-Universität Thessaloniki vermachten. Nach der Schenkung gründete die Universität die Stiftung, um die Kunstsammlung zu beherbergen und der Öffentlichkeit zugänglich zu machen. Seit Dezember 1999 ist die Stiftung in einem Gebäude auf dem Campus der Aristoteles-Universität Thessaloniki untergebracht.

## Informationen
Das Teloglio ist eine gemeinnützige Organisation, die von der Aristoteles-Universität Thessaloniki beaufsichtigt und von einem Vorstand geleitet wird, der sich aus Professoren der Aristoteles-Universität Thessaloniki zusammensetzt. Die Hauptaufgabe der Stiftung besteht darin, die Öffentlichkeit mit Kunst und Kultur vertraut zu machen und Forschung und Studien im Bereich der Künste zu unterstützen. Darüber hinaus organisiert die Stiftung Konferenzen und Seminare und fördert die Zusammenarbeit mit ähnlichen Einrichtungen in Griechenland und im Ausland. Die Sammlung der Stiftung stammt aus Schenkungen der Telloglou Collection und anderer Sammler. Sie umfasst zahlreiche Kunstwerke, hauptsächlich von griechischen Künstlern des 19. und 20. Jahrhunderts, aber auch von europäischen Künstlern.

## Räumlichkeiten
Die Einrichtung ist in einem Gebäude an der Nordseite der Aristoteles-Universität Thessaloniki untergebracht, das 1997 fertiggestellt und im Dezember 1999 nach jahrelangen Bemühungen von Aliki Telloglou (Nestor Telloglou starb 1972) eingeweiht wurde. Das Grundstück, auf dem die Stiftung errichtet wurde, wurde von der Stadt Thessaloniki zur Verfügung gestellt.
Es hat eine Gesamtfläche von 6500 Quadratmetern und ist von einem 24 Hektar großen Hain umgeben. Sie verfügt auch über ein Konferenzzentrum mit 230 Sitzplätzen und verschiedene Nebenräume, die für die Durchführung von Veranstaltungen geeignet sind. Teil der Einrichtung ist das renovierte Telloglou-Haus in der Aristotelous-Straße, das 2016 für die Öffentlichkeit zugänglich gemacht wurde.
Die Ausstellungsfläche besteht aus drei Etagen mit einer Gesamtfläche von 2.500 Quadratmetern und ist in kleinere Einzelräume sowie Nebenräume unterteilt. Außerdem gibt es ein Amphitheater mit einer Kapazität von 230 Plätzen.

## Sammlungen
Die Schenkung des Ehepaars Telloglou bildet den Kern der Sammlung, die etwa 7000–8000 Exponate umfasst. Sie umfasst vor allem Werke griechischer und europäischer Künstler des 19. und 20. Jahrhunderts (Gemälde, Stiche, Skulpturen usw.), aber auch Objekte aus hellenistischer und römischer Zeit, Kleinkunst, Volkskunst und traditionelle Kunst aus verschiedenen Teilen der Welt.
Die Sammlung wurde durch spätere Schenkungen von Werken und Archiven von Künstlern und Sammlern wie Tonis und Ioanna Spiteris, Dimitrios Tsamis usw. bereichert.

### Ionische Schule
- Nikolaos Kantounis[10]
- Spyridon Prosalentis[11]
- Nikolaos Xydias Typaldos[11]

### Münchner Schule
- Thalia Flora-Karawia[12]
- Nikolaos Gysis[13]
- Georgios Jakobides[13]
- Georgios Roilos[12]

### Anfang des 20. Jahrhunderts und die Generation der 30er Jahre
- Jorgos Busianis[12]
- Nikos Engonopoulos[13]
- Giorgos Gounaropoulos[12]
- Nikos Hadjikyriakos-Ghikas
- Photis Kontoglou
- Konstantinos Parthenis
- Emmanuel Zairis[14]

### Modern & Zeitgenössisch
- Koula Bekiari[15]
- Kostas Koulentianos
- Dimitris Mytaras
- Giorgos Sikeliotis
- Panagiotis Tetsis
- Loukas Venetoulias[16]

### Europäische Künstler
- Iwan Aivazovsky[10]
- François Boucher[10]
- Marino Marini
- Salvator Rosa